# Egio
Égio (in greco Αίγιο?, Aigio, traslitterato anche come Aegion, Aigion; noto anche come Vostitsa) è un ex comune della Grecia nella periferia della Grecia Occidentale (unità periferica dell'Acaia) con 27 812 abitanti secondo i dati del censimento 2001.
È stato soppresso a seguito della riforma amministrativa, detta Programma Callicrate, in vigore dal gennaio 2011 ed è ora compreso nel comune di Aigialeia.

## Località
Egio è suddiviso nelle seguenti comunità (i nomi dei villaggi tra parentesi):
- Egio (Egio, Agios Nikolaos, Sotir, Foniskaria)
- Chatzis
- Dafnes (Dafnes, Agios Ilias)
- Digeliotika
- Kouloura
- Koumari
- Kounina (Kounina, Agia Anna, Pelekistra, Petrovouni)
- Mavriki (Ano Mavriki, Agios Ioannis, Kato Mavriki)
- Melissia (Melissia, Lakka, Pyrgaki)
- Paraskevi
- Pteri (Pteri, Achladea, Agios Andreas, Agios Panteleimonas, Boufouskia, Kato Pteri)
- Selinounta
- Temeni
- Valimitika

## Amministrazione

### Gemellaggi
- Alba Iulia[4]